# Pattinaggio di figura ai IX Giochi asiatici invernali
Le competizioni di pattinaggio di figura ai IX Giochi asiatici invernali si sono svolte dall'11 al 13 febbraio 2024 al Heilongjiang Ice Events Training Centre Multifunctional Hall di Harbin, in Cina.

## Podi
| Evento                       | Oro                                           | Argento                                 | Bronzo                                   |
| Singolo maschile (dettagli)  | Cha Jun-hwan                                  | Yuma Kagiyama                           | Mikhail Shaidorov                        |
| Singolo femminile (dettagli) | Kim Chae-yeon                                 | Kaori Sakamoto                          | Hana Yoshida                             |
| Coppia (dettagli)            | Uzbekistan Dmitrii Chigirev Ekaterina Geynish | Corea del Nord Han Kum-chol Ryom Tae-ok | Giappone Sumitada Moriguchi Yuna Nagaoka |
| Danza (dettagli)             | Giappone Masaya Morita Utana Yoshida          | Cina Xing Jianing Ren Junfei            | Giappone [Shingo Nishiyama Azusa Tanaka  |

## Medagliere
| Posiz. | Nazione        | Oro | Argento | Bronzo | Totale |
| ------ | -------------- | --- | ------- | ------ | ------ |
| 1      | Corea del Sud  | 2   | 0       | 0      | 2      |
| 2      | Giappone       | 1   | 2       | 3      | 6      |
| 3      | Uzbekistan     | 1   | 1       | 0      | 2      |
| 4      | Cina           | 0   | 1       | 0      | 1      |
| 4      | Corea del Nord | 0   | 1       | 0      | 1      |
| 6      | Kazakistan     | 0   | 0       | 1      | 1      |
| Totale | Totale         | 4   | 4       | 4      | 12     |